# Katharina Rivilis
Katharina Rivilis (* 22. August 1985 in Leningrad, Sowjetunion) ist eine deutsche Theater- und Filmschauspielerin sowie Filmregisseurin und Hörspielsprecherin.

## Leben
Katharina Rivilis kam im Alter von sechs Jahren nach Deutschland. Sie absolvierte von 2003 bis 2006 ein Schauspielstudium an der Filmuniversität Babelsberg Konrad Wolf. Von da an hatte sie Auftritte in Film und Fernsehen, Theater, Hörspielen und als Synchronsprecherin.
Seit 2012 ist sie Regiestudentin an der Deutschen Film- und Fernsehakademie Berlin. Einige ihrer Kurzfilme wurden auf internationalen Festivals gezeigt.

## Filmografie (Auswahl)

### Schauspielerin
- 2004: Stauffenberg
- 2007: Der letzte Bissen
- 2009: Mein Leben – Marcel Reich-Ranicki
- 2009: Familie Dr. Kleist (Fernsehserie, eine Folge)
- 2010: Rammbock
- 2012: Die Reichsgründung
- 2015: Paragraph
- 2021: Je suis Karl

### Regisseurin
- 2012: Das Mädchen mit dem roten Haar (Kurzfilm)
- 2013: Joel & Jeanne (Kurzfilm)
- 2015: Ariana Forever! (Kurzfilm)
- 2019: Der Tag X (Kurzfilm)
- 2022: Rondo (Kurzfilm)

## Hörspiele (Auswahl)
- 2010: Julian Doepp: Ostsee (Yael) – Regie: Julian Doepp (Original-Hörspiel – BR)
- 2011: Johan Theorin: Öland: Nebelsturm (Tilda Davidsson) – Regie: Götz Naleppa (Hörspielbearbeitung, Kriminalhörspiel – Deutschlandradio)